# 69ª Mostra internazionale d'arte cinematografica di Venezia
La 69ª edizione della Mostra internazionale d'arte cinematografica ha avuto luogo a Venezia, Italia, dal 29 agosto all'8 settembre 2012, diretta da Alberto Barbera e organizzata dalla Biennale presieduta da Paolo Baratta.
Il presidente di giuria è stato il regista Michael Mann mentre la madrina della rassegna è stata l'attrice polacca Kasia Smutniak. Il film d'apertura del festival è stato Il fondamentalista riluttante, della regista indiana Mira Nair. Da questa edizione è stata eliminata la sezione "Controcampo italiano".

## Le giurie
Le giurie internazionali della 69ª Mostra internazionale d'arte cinematografica di Venezia sono state composte da:

### Giuria della sezione ufficiale
- Michael Mann (regista, sceneggiatore e produttore, Stati Uniti d'America) - Presidente
- Marina Abramović (artista, Serbia)
- Laetitia Casta (attrice e modella, Francia)
- Peter Chan (regista e produttore, Cina)
- Ari Folman (regista e sceneggiatore, Israele)
- Matteo Garrone (regista, Italia)
- Ursula Meier (regista, Svizzera)
- Samantha Morton (attrice, Regno Unito)
- Pablo Trapero (regista e produttore, Argentina)

### Giuria della sezione "Orizzonti"
- Pierfrancesco Favino (attore, Italia) - Presidente
- Sandra den Hamer (studiosa di cinema e direttrice di festival e musei, Paesi Bassi)
- Runa Islam (video artista, Regno Unito/Bangladesh)
- Jason Kliot (produttore, Stati Uniti d'America)
- Nadine Labaki (regista e attrice, Libano)
- Milčo Mančevski (regista, Repubblica di Macedonia)
- Amir Naderi (regista, Iran)

### Giuria del "Premio Venezia Opera Prima Luigi De Laurentiis"
- Shekhar Kapur (regista, India) - Presidente
- Michel Demopoulos (critico e studioso di cinema, Grecia/Francia)
- Isabella Ferrari (attrice, Italia)
- Matt Reeves (regista, sceneggiatore e produttore, Stati Uniti d'America)
- Bob Sinclar (disc jockey e produttore discografico, Francia)

## Sezioni principali

### Film in concorso
Concorso internazionale di lungometraggi in 35 mm, in 70 mm ed in digitale, proiettati in anteprima mondiale, in gara per il Leone d'Oro.
- The Master di Paul Thomas Anderson (Stati Uniti d'America)
- Qualcosa nell'aria (Après mai) di Olivier Assayas (Francia)
- A qualsiasi prezzo (At Any Price) di Ramin Bahrani (Gran Bretagna/Stati Uniti d'America)
- Bella addormentata di Marco Bellocchio (Italia)
- La quinta stagione (La Cinquième Saison) di Jessica Woodworth e Peter Brosens (Belgio/ Francia/Paesi Bassi)
- La sposa promessa (Lemale et ha'hala) di Rama Burshtein (Israele)
- È stato il figlio di Daniele Ciprì (Italia/Francia)
- Un giorno speciale di Francesca Comencini (Italia)
- Passion di Brian De Palma (Francia/Germania)
- Superstar di Xavier Giannoli (Francia/Belgio)
- Pietà di Kim Ki-duk (Corea del Sud)
- Outrage Beyond di Takeshi Kitano (Giappone)
- Spring Breakers - Una vacanza da sballo (Spring Breakers) di Harmony Korine (Stati Uniti d'America)
- To the Wonder di Terrence Malick (Stati Uniti d'America)
- Thy Womb di Brillante Mendoza (Filippine)
- Linhas de Wellington di Valeria Sarmiento (Portogallo/Francia)
- Paradise: Faith di Ulrich Seidl (Austria/Francia/Germania)
- Izmena di Kirill Serebrennikov (Russia)

### Film fuori concorso
- Il fondamentalista riluttante (The Reluctant Fundamentalist) di Mira Nair (Stati Uniti d'America) - film di apertura
- L'Homme qui rit di Jean-Pierre Améris (Francia)
- Love Is All You Need di Susanne Bier (Danimarca/Svezia)
- Anton's Right Here di Lyubov Arkus (Russia) - Proiezioni speciali
- Cherchez Hortense di Pascal Bonitzer (Francia)
- It Was Better Tomorrow di Hinde Boujemaa (Tunisia) - Proiezioni speciali
- Sur un fil... di Simon Brook (Francia/Italia)
- Clarisse di Liliana Cavani (Italia) - Proiezioni speciali
- Enzo Avitabile Music Life di Jonathan Demme (Italia/Stati Uniti d'America)
- Tai Chi 0 di Stephen Fung (Cina)
- Sfiorando il muro di Guido Petter, Raul Franceschi, Antonio Romito, Stefania Paternò, Silvia Giralucci e Luca Ricciardi (Italia) - Proiezioni speciali
- Carmel di Amos Gitai (Francia) - Proiezioni speciali
- El impenetrable di Daniele Incalcaterra e Fausta Quattrini (Argentina/Francia) - Proiezioni speciali
- Penance di Kiyoshi Kurosawa (Giappone) - Miniserie
- Bad 25 di Spike Lee (Stati Uniti d'America)
- Witness: Libya di Michael Mann (Stati Uniti d'America) - Proiezioni speciali
- Medici con l'Africa di Carlo Mazzacurati (Italia) - Proiezioni speciali
- Gebo et l'ombre di Manoel de Oliveira (Portogallo/Francia)
- La regola del silenzio - The Company You Keep (The Company You Keep) di Robert Redford (Stati Uniti d'America)
- Shark 3D (Bait) di Kimble Rendall (Australia)
- Disconnect di Henry Alex Rubin (Stati Uniti d'America)
- Du Hast Es Versprochen di Alex Schmidt (Germania)
- La nave dolce di Daniele Vicari (Italia/Albania)
- The Iceman di Ariel Vromen (Stati Uniti d'America)
- Come voglio che sia il mio futuro? di Maurizio Zaccaro (Italia) - Proiezioni speciali

### Orizzonti
- A Hijacking di Tobias Lindholm (Danimarca)
- Araf - Somewhere in Between di Yesim Ustaoglu (Germania/Francia, Turchia)
- Bellas mariposas di Salvatore Mereu (Italia)
- Boxing Day di Bernard Rose (Gran Bretagna/Stati Uniti d'America)
- Fly with the Crane (Gaosu Tamen, Wo Cheng Baihe Qu Le) di Rui Jun Li (Cina)
- Gli equilibristi di Ivano De Matteo (Italia/Francia)
- L'intervallo di Leonardo Di Costanzo (Italia)
- Leones di Jazmín López (Argentina/Francia/Paesi Bassi)
- Bassa marea (Low Tide) di Roberto Minervini (Stati Uniti d'America/Italia/Belgio)
- Me Too (Ja Tozhe Hochu) di Aleksej Balabanov (Russia)
- Tango Libre di Frédéric Fonteyne (Belgio/Francia/Lussemburgo)
- The Cutoff Man (Menatek Ha-Maim) di Idan Hubel (Israele)
- The Millennial Rapture (Sennen No Yuraku) di Kōji Wakamatsu (Giappone)
- The Paternal House (Khanéh Pedari) di Kianoush Ayari (Iran)
- Tre sorelle (Sān Zǐmèi) di Wang Bing (Francia/Cina)
- La bicicletta verde (Wadjda) di Haifaa Al-Mansour (Arabia Saudita/Germania)
- Winter of Discontent (El Sheita Elli Fat) di Ibrahim El-Batou (Egitto)
- Yema di Djamila Sahraoui (Algeria / Francia)

## Sezioni autonome e parallele

### Settimana Internazionale della Critica
In concorso
- A Month in Thailandia di Paul Negoescu (Romania)
- Eat Sleep Die di Gabriele Pichler (Svezia)
- La città ideale di Luigi Lo Cascio (Italia)
- Lotus di Liu Shu (Cina)
- Muffa di Ali Aydin (Turchia)
- She Doesn't Want to Sleep Alone di Natalia Beristain (Messico)
- Welcome Home di Tom Heene (Belgio)

Eventi speciali fuori concorso
- Water di Nir Sa'ar (Israele/Francia) (Film di apertura)
- Kiss of the Damned di Xan Cassavetes (Stati Uniti d'America) (Film di chiusura)

### Giornate degli Autori
Selezione ufficiale
- Heritage - Inheritance di Hiam Abbass (Francia/Israele)
- Queen of Montreuil di Sólveig Anspach (Francia)
- Keep Smiling di Rusudan Chkonia (Georgia/Francia/Lussemburgo)
- Blondie di Jesper Ganslandt (Svezia)
- The Weight di Jeon Kyu-hwan (Corea del Sud)
- Hayuta and Berl - Epilogue di Amir Manor (Israele)
- Il gemello di Vincenzo Marra (Italia)
- Acciaio di Stefano Mordini (Italia)
- Stories We Tell di Sarah Polley (Canada)
- Kinshasa Kids di Marc-Henri Wajnberg (Belgio/Francia)

Eventi speciali
- Bob Wilson's Life & Death of Marina Abramovic di Giada Colagrande (Italia/Gran Bretagna/Spagna)
- Terramatta - Il Novecento italiano di Vincenzo Rabito analfabeta siciliano di Costanza Quatriglio (Italia)
- L'uomo che amava il cinema di Marco Segato (Italia)
- Non mi avete convinto di Filippo Vendemmiati (Italia)
- 6 sull'autobus di Simone Dante Antonelli (Italia)

Venice Nights
- My friend Johnny di Alessandro Cardone (Italia) - Cortometraggio
- Le cose belle di Agostino Ferrente e Giovanni Piperno (Italia)
- Tralalà di Masbedo (Italia)
- The Golden Temple di Enrico Masi (Italia/Gran Bretagna/Francia)
- Nozze d'agosto di Andrea Parena (Italia)
- Francesco De Gregori - Finestre rotte di Stefano Pistolini (Italia)
- Il risveglio del fiume segreto - In viaggio sul Po con Paolo Rumiz di Alessandro Scillitani (Italia)

Women's Tales
- The Powder Room di Zoe R. Cassavetes (Italia, Gran Bretagna) - Cortometraggio
- Muta di Lucrecia Martel (Italia/Argentina) - Cortometraggio
- The Woman Dress di Giada Colagrande (Italia/Stati Uniti d'America) - Cortometraggio
- It's Getting Late di Massy Tadjedin (Italia) - Cortometraggio
- Meshes of the Afternoon di Maya Deren (Stati Uniti d'America)

Cinema corsaro
- Gli intrepidi di Giovanni Cioni (Italia)
- Iolanda, tra bimba e corsara di Tonino De Bernardi (Italia)
- Terra 1-2-3 e 4 di Tonino De Bernardi (Italia)
- Les éclats (ma fuele, ma révolte, mon hom) di Sylvian George (Francia)
- Vers Madrid (People Have The Power)! [Work in Progress] di Sylvain George
- Carta bianca a Enrico Ghezzi di Enrico Ghezzi (Italia)
- Le tigri di Mompracem di Mario Sequi (Italia)
- Carmela, salvata dai filibustieri di Giovanni Maderna e Mauro Santin (Italia)
- Colpa del sole di Alberto Moravia (Italia)
- Materiali preparatori inediti per il film Altrove di Corso Salani (Italia)

Premio Lux
- Csak a szèl - Just The Wind di Bence Fliegauf (Ungheria/Germania/Francia)
- Tabù di Miguel Gomes (Portogallo/Germania/Brasile/Francia)
- Io sono Li di Andrea Segre (Italia/Francia)

## I premi

### Premi della selezione ufficiale
- Leone d'oro al miglior film: Pietà di Kim Ki-duk
- Leone d'argento - Gran premio della giuria: Paradise: Faith di Ulrich Seidl
- Leone d'argento per la miglior regia: Paul Thomas Anderson per The Master
- Coppa Volpi
  - Coppa Volpi per la miglior interpretazione femminile: Hadas Yaron per La sposa promessa (Lemale et ha'hala)
  - Coppa Volpi per la miglior interpretazione maschile: Joaquin Phoenix e Philip Seymour Hoffman per The Master
- Premio Osella
  - Premio Osella per la migliore sceneggiatura: Olivier Assayas per Qualcosa nell'aria (Après mai)
  - Premio Osella per il migliore contributo tecnico: Daniele Ciprì per È stato il figlio
- Premio Marcello Mastroianni, ad un attore o attrice emergente: Fabrizio Falco per È stato il figlio e Bella addormentata

### Premi alla carriera
- Leone d'oro alla carriera: a Francesco Rosi
- Premio Persol: Michael Cimino
- Premio Jaeger-LeCoultre Glory to the Filmmaker: Spike Lee
- Premio l'Oréal Paris per il cinema: Giulia Bevilacqua

### Orizzonti
- Premio Orizzonti: Tre sorelle (三姊妹S, Sān ZǐmèiP) di Wang Bing
- Premio speciale della giuria: Tango Libre di Frédéric Fonteyne
- Premio Orizzonti YouTube per il miglior cortometraggio: Cho-de di Yoo Min-young
- Cortometraggio di Venezia nominato per gli European Film Awards: Titloi Telous di Yorgos Zois

### Premio Venezia Opera prima "Luigi De Laurentiis"
- Leone del Futuro: Küf (Muffa) di Ali Aydin

### Premi collaterali
- Premio FIPRESCI:
  - Miglior film Venezia 68 a The Master di Paul Thomas Anderson
  - Miglior film Orizzonti e Settimana Internazionale della Critica a L'intervallo di Leonardo Di Costanzo
- Premio SIGNIS: a To the Wonder di Terrence Malick
- Premio Giovani Giurati del Vittorio Veneto Film Festiva' a La regola del silenzio (The Company You Keep) di Robert Redford
  - Menzione speciale a La sposa promessa (Lemale et ha'hala) di Rama Burshtein
- Premio del pubblico "RaroVideo" – Settimana della Critica a Äta Sova Dö di Gabriela Pichler
- Premio Label Europa Cinemas a Crawl di Hervé Lasgouttes
- Leoncino d'oro Agiscuola a Pietà di Kim Ki-duk
- Segnalazione Cinema for UNICEF a È stato il figlio di Daniele Ciprì
- Premio Francesco Pasinetti (SNGCI) a L'intervallo di Leonardo Di Costanzo
  - Miglior documentario a La nave dolce di Daniele Vicari
  - Miglior interpretazione a Valerio Mastandrea per Gli equilibristi
  - Pasinetti speciale a Clarisse di Liliana Cavani
- Premio Brian a Bella addormentata di Marco Bellocchio
- Premio Queer Lion (Associazione Cinemarte) a The Weight di Jeon Kyu-Hwan
- Premio Arca CinemaGiovani
  - Miglior film Venezia 69 a La quinta stagione (La Cinquième Saison) di Peter Brosens e Jessica Woodworth
  - Miglior film italiano a La città ideale di Luigi Lo Cascio
- Biografilm Lancia Award a La nave dolce di Daniele Vicari ex aequo con Bad25 di Spike Lee
- Premio CICT - UNESCO "Enrico Fulchignoni" a L'intervallo di Leonardo Di Costanzo
- Premio CICAE - Cinema d'Arte e d'Essai a La bicicletta verde (Wadjda) di Haifaa Al Mansour
- Premio CinemAvvenire
  - Miglior film Venezia 69 a Paradies: Glaube di Ulrich Seidl
  - Miglior film - Il cerchio non è rotondo (Cinema per la pace e la ricchezza delle diversità) a La bicicletta verde (Wadjda) di Haifaa Al Mansour
- Premio FEDIC a L'intervallo di Leonardo Di Costanzo
  - Menzione speciale a Bellas mariposas di Salvatore Mereu
- Premio Fondazione Mimmo Rotella a Qualcosa nell'aria (Après mai) di Olivier Assayas
- Future Film Festival Digital Award a Bad25 di Spike Lee
  - Menzione speciale a Spring Breakers - Una vacanza da sballo (Spring Breakers) di Harmony Korine
- Premio P. Nazareno Taddei a Pietà di Kim Ki-duk
  - Menzione speciale a Sinapupunan (Thy Womb) di Brillante Mendoza
- Premio Lanterna Magica (CGS) a L'intervallo di Leonardo Di Costanzo
- Premio Open a La regola del silenzio (The Company You Keep) di Robert Redford
- Premio La Navicella – Venezia Cinema a Sinapupunan (Thy Womb) di Brillante Mendoza
- Premio Lina Mangiacapre a Queen of Montreuil di Sòlveig Anspach
- Premio AIF - FORFILMFEST a L'intervallo di Leonardo Di Costanzo
- Mouse d'oro a Pietà di Kim Ki-duk
  - Mouse d'argento a Anton tut ryadom di Lyubov Arkus
- Premio Uk - Italy Creative Industries Award – Best Innovative Budget a L'intervallo di Leonardo Di Costanzo
- Premio Gillo Pontecorvo - Arcobaleno Latino a Laura Delli Colli
- Premio Christopher D. Smithers Foundation a Bassa marea (Low Tide) di Roberto Minervini
- Interfilm Award for Promoting Interreligious Dialogue a La bicicletta verde (Wadjda) di Haifaa Al Mansour
  - Menzione speciale a Toni Servillo
- Premio Cinematografico "Civitas Vitae prossima" a Terramatta di Costanza Quatriglio
- Premio Green Drop a La quinta stagione (La Cinquième Saison) di Peter Brosens e Jessica Woodworth